# Fumaria parviflora
Fumaria parviflora é uma espécie de planta com flor pertencente à família Papaveraceae. 
A autoridade científica da espécie é Lam., tendo sido publicada em Encyclopédie Méthodique, Botanique 2(2): 567. 1788.

## Portugal
Trata-se de uma espécie presente no território português, nomeadamente em Portugal Continental e no Arquipélago da Madeira.
Em termos de naturalidade é nativa das duas regiões atrás indicadas.

## Protecção
Não se encontra protegida por legislação portuguesa ou da Comunidade Europeia.